# 小东京
小东京（Little Tokyo）位于美国加州洛杉矶市区，是美国的三个正式的日本街之一，另外两个也都位于加州，分别在旧金山和聖荷西。它形成于20世纪初，是南加州日本裔美国人的文化中心。1995年被列为国家史迹名录。

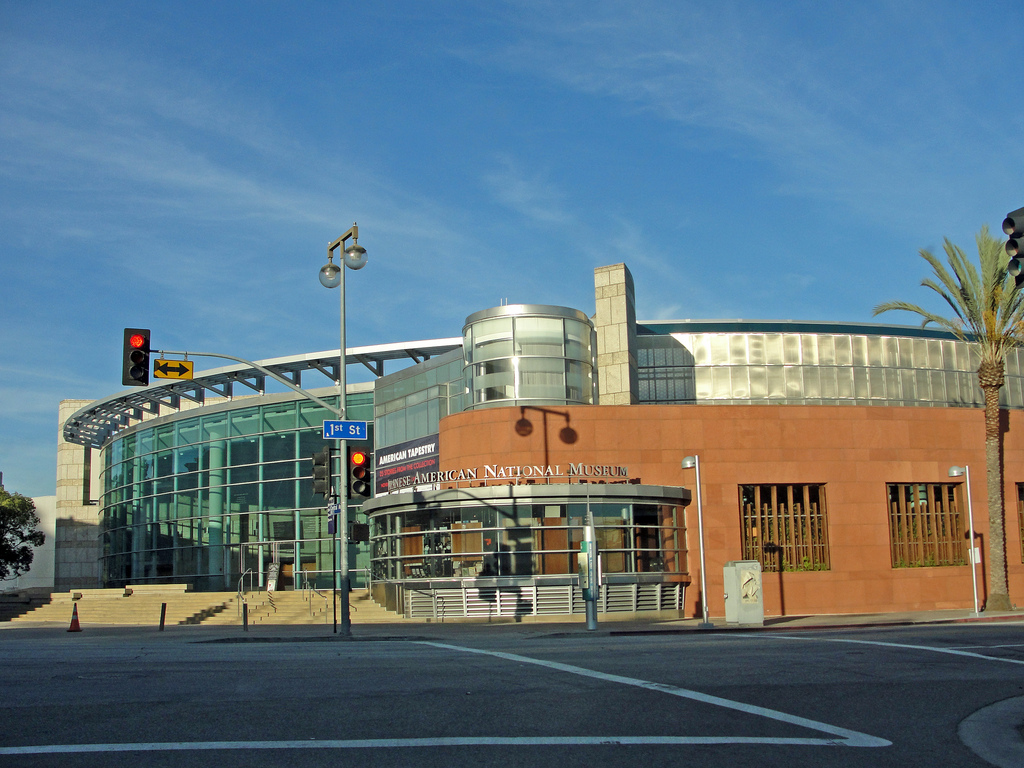
原本設在洛杉磯本願寺，1999年遷至現址的日裔美國人國家博物館（英语：Japanese American National Museum）
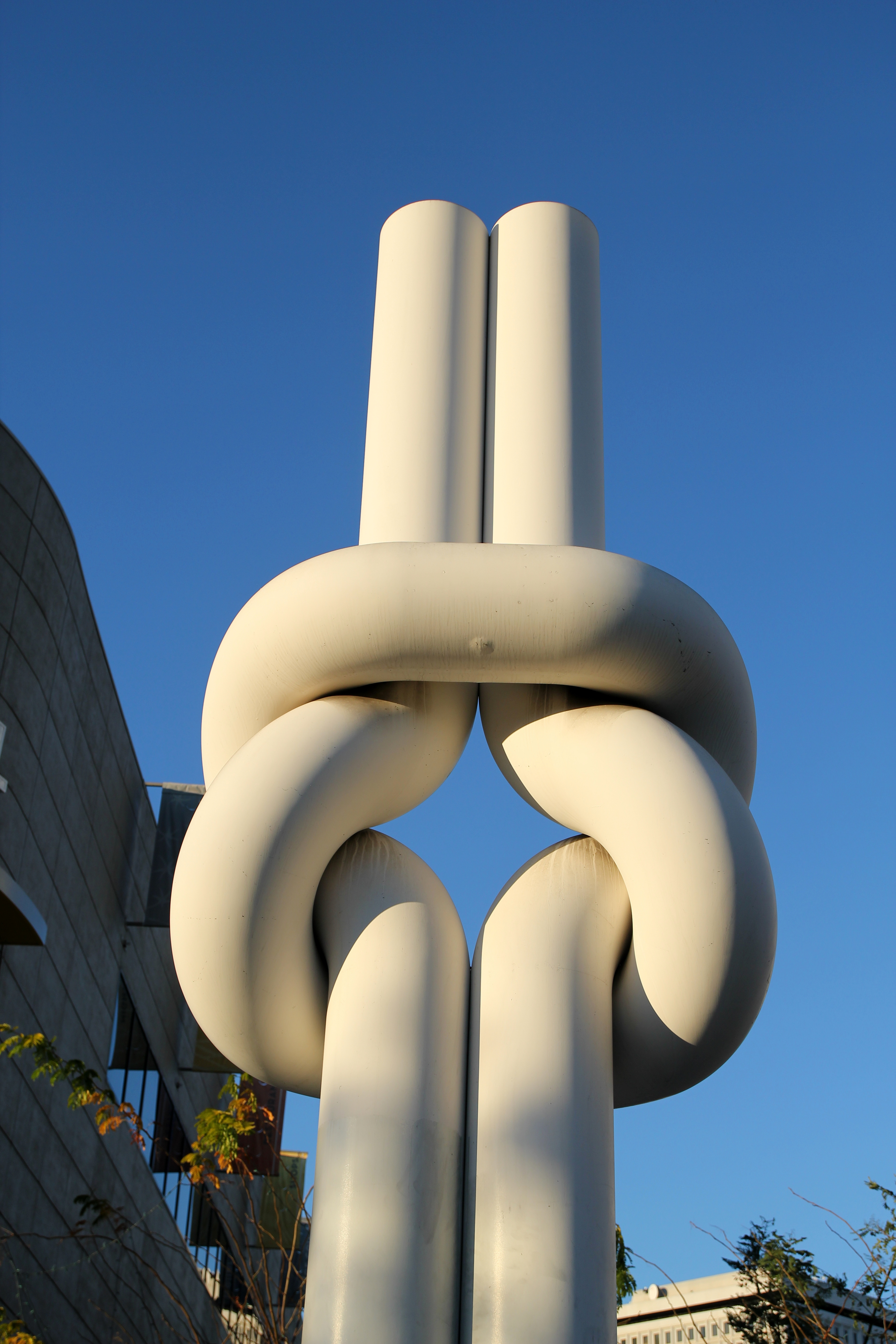
設置在區內的「友誼結」（Friendship knot）雕塑
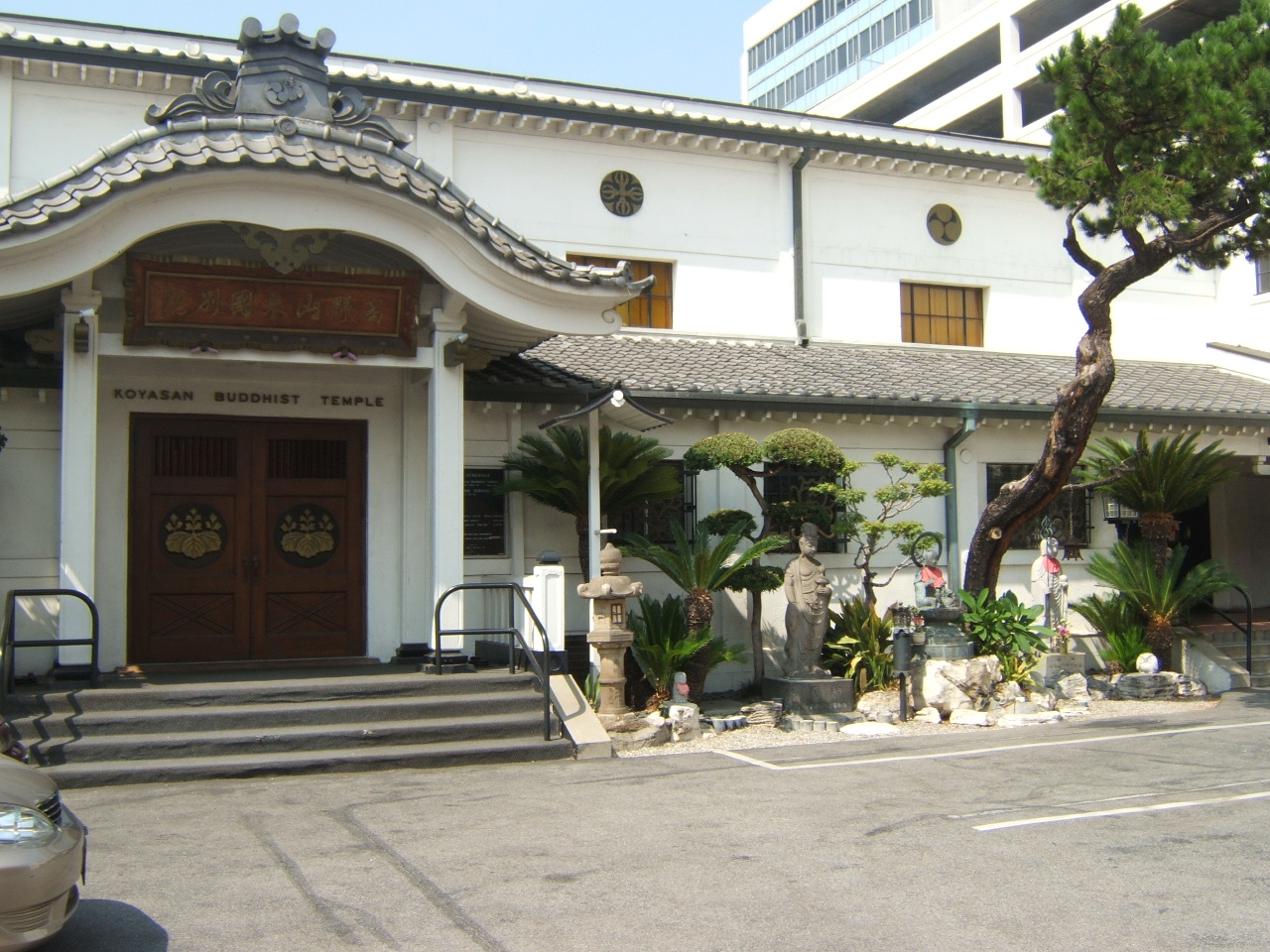
高野山米國別院